# Tabloid

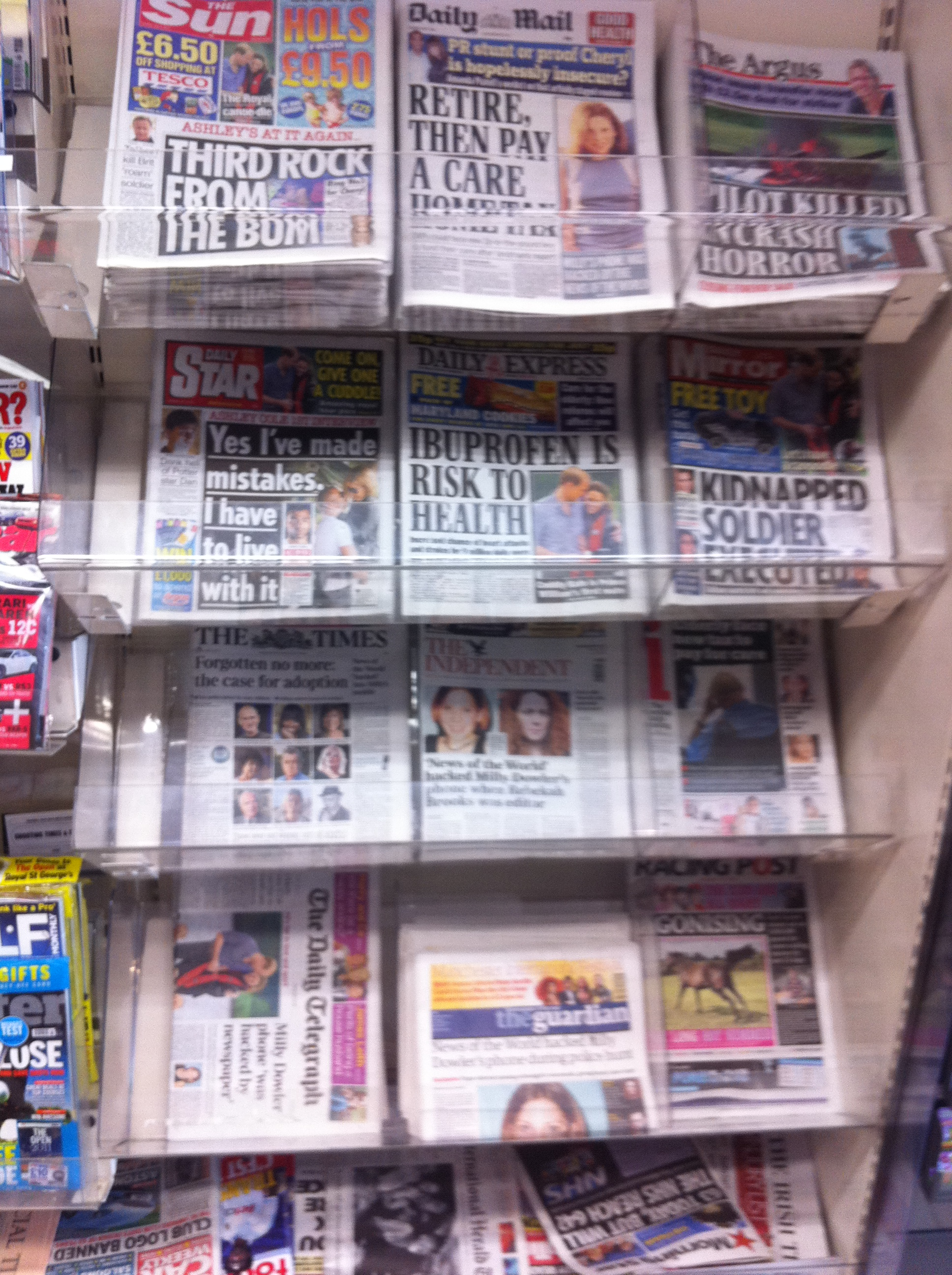
Tabloid formátumú lapok egy brit újságos standon

A tabloid kifejezést eredetileg kizárólag újságokra használták és formai megkülönböztetést jelentett. Az utcán árusított és a korábban megszokott (broadsheet, azaz „lepedő”) mérettől eltérő újságformára utalt. A tabloid méretű újság kisebb, így olvasása már utazás, vagy várakozás közben is lehetővé vált, ami nagyban hozzájárult népszerűségéhez.
Később a kifejezés új jelentést is nyert: az objektivizáló, szemlélődő beállítottságát tükröző „konvencionális” újságírással szemben tabloidnak a legszélesebb közönséghez szóló, az érzelmi szükségleteket populáris formában kielégítő sajtótermékeket hívjuk. A tabloidok az érzelmekre és nem az értelemre akarnak hatni.

## Története
A „tabloid” az értelmező szótár szerint csak 1906 óta használatos az angol nyelvben. A kifejezés eredetileg formai megkülönböztetést, az utcán árusított és a korábban megszokott mérettől eltérő újságformát jelentett.
„Ellentmondó nézetek vannak arról, hogy történelmileg mikortól beszélhetünk tabloidokról a médiában… Vannak, akik a tömeges példányszámú, filléres bulvárlapok tizenkilencedik század végi megjelenéséhez kötik a jelenséget… Mások a húszas évek ún. »jazz újságírásában« látják a mai értelemben vett tabloidok kezdeteit… A téma angolszász irodalmában a leggyakoribbak mégis azok az értelmezések, amelyik az elmúlt negyven év amerikai televíziózásának valamilyen fordulópontjával kapcsolják össze a tabloidizációt.” Ebben az értelmezésben a tabloid kifejezést már a legtöbb médiumra – főként a televízióra – kiterjesztve használjuk.
Az Egyesült Királyságban ma már olyan tekintélyes, nem tabloid tartalmú lapok, mint a The Times vagy a The Independent, továbbá a helyi lapok többsége is tabloid formátumban jelenik meg.

## Magyar nyelvhasználat
A magyar nyelvhasználatban a tabloid jelentése többnyire nem a formára, hanem a tartalomra és az árusítás körülményeire utal, nagyjából a bulvárlappal azonos jelentésben.